# Касерос (Буэнос-Айрес)
Касерос (исп. Caseros) — город в Аргентине в провинции Буэнос-Айрес. Административный центр округа 3 Февраля, который является частью агломерации Большого Буэнос-Айреса.

## Топонимика
Название Касерос — искажённая местными жителями фамилия Диего Касеро, который купил здесь землю в 1781 году и построил дом Паломар де Касерос в 1799 году.

## История
В 1852 году территория современного города стала полем известной в Аргентинской истории битвы под Касеросом.
Касерос — важный промышленный центр Аргентины, здесь производят металлоизделия, бумагу, стекло, текстиль, фармацевтическую продукцию, парфюмерию и кирпич. Также здесь находятся Национальный военный колледж и музей, посвященный битве под Касеросом.
С ростом столицы, особенно с 1947 года, Касерос был поглощён и стал западным пригородом Большого Буэнос-Айреса. Близость к национальной столице предлагает гражданам Касерос множество таких же транспортных и коммуникационных связей, которые предоставляют и жителям города Буэнос-Айрес.

## Персоналии
- Галтьери, Леопольдо (1926—2003) — аргентинский военный и государственный деятель, диктатор Аргентины с 1981 по 1982 г.
- Коронадо, Мартин (1850—1919) — аргентинский драматург, журналист, поэт.
- Нарваэс, Омар Андрес (род. 1975) — аргентинский боксёр-профессионал, выступающий в легчайшей (Bantamweight) весовой категории. Чемпион мира в наилегчайшем весе (по версии WBO, 2002—2009), чемпион мира во втором наилегчайшем весе (по версии WBO, 2010—2014.).
- Сирильяно, Эсекьель (род. 1992) — аргентинский футболист, полузащитник мексиканского клуба «Сакатепек». Являлся игроком молодёжной сборной Аргентины.
- Здесь с 1948 г. жил архитектор Николай Шехонин.